# Über Gewißheit
Über Gewißheit (engl.: On Certainty, kurz ÜG) ist das letzte Werk des österreichischen Philosophen Ludwig Wittgenstein.

## Entstehung
Über Gewißheit bildet den Abschluss von Wittgensteins Spätwerk und entstand in vier Phasen zwischen April 1950 und dem 29. April 1951, zwei Tage vor dem Tod des Autors. Es ist einerseits kein zur Veröffentlichung vorgesehenes Manuskript, kann aber aufgrund weitgehender thematischer wie äußerlicher Abgrenzung gegenüber anderen Themen durchaus als eigenständiges Werk betrachtet werden. Es wurde von Wittgensteins Nachlassverwaltern G.E.M. Anscombe und G.H. von Wright herausgegeben und nach Paragraphen nummeriert.

## Kontext
ÜG entstand in Auseinandersetzung mit G.E. Moores Aufsätzen A defense of common sense und Proof of an external world, in welchen dieser dem Skeptiker antwortet, indem er eine Reihe von Dingen anführt, die er weiß:
Das klassische Beispiel hierfür ist: „Ich weiß, dass da eine Hand ist.“
ÜG schließt direkt an dieses Beispiel an: „Wenn du weißt, dass hier eine Hand ist, so geben wir dir alles übrige zu.“(§ 1)

## Gewissheitskonzept
Wittgenstein ist sich bewusst, dass wir uns stets irren können. Sein Gewissheitskonzept zielt nicht darauf ab zu zeigen, wo wir Zugang zur Wahrheit haben, sondern inwiefern Zweifel und der Gedanke an einen Irrtum aufgrund ihrer Verwurzelung im Sprachspiel sinnlos oder unverständlich werden können.
So führt er an, dass die Struktur unserer Sprache dazu verleiten kann, Zweifelsätze zu bilden, wo nicht gezweifelt werden kann.
Man stelle sich das Beispiel vor, in dem jemand sagt: „Ich weiß nicht, ob ich Hände habe.“ Nach Wittgenstein ist die Antwort „Sieh näher hin!“ konstitutiv fürs Sprachspiel, da sie eine in der Lebensform verwurzelte Art des sich Überzeugens aufzeigt.
Der radikale Skeptiker, welcher an allem zweifeln möchte, übersieht, dass unsere Zweifel nur in einem System von Gewissheiten sinnvoll werden. So ist sprachlicher Zweifel an etwas in der Außenwelt Existierendem nur sinnvoll, weil man dabei nicht an der Bedeutung der eigenen Worte zweifelt. Akzeptiert jemand diese Gewissheiten nicht, sondern zweifelt sie an, wird der Zweifel selbst unsinnig. Damit also ein innerhalb der Sprachgemeinschaft sinnvoller Zweifel möglich ist, muss zunächst ein System von Sätzen angenommen werden, welche nicht angezweifelt werden.
Jedoch ist dies kein starres System, sondern eines, welches sich aufgrund der Dynamik der sich wandelnden Lebensformen ebenfalls verändern kann. So kann ein Satz, der früher dem Urteilen zugrunde lag, nun selbst zu einem Erfahrungssatz werden oder umgekehrt. Unbezweifelbare Sätze in einem absoluten Sinne gibt es Wittgenstein zufolge daher nicht. In ÜG wird dies anhand des Bildes eines Flussbetts illustriert: „Man könnte sich vorstellen, daß gewisse Sätze von der Form der Erfahrungssätze erstarrt wären und als Leitung für die nicht erstarrten, flüssigen Erfahrungssätze funktionierten; und daß sich dieses Verhältnis mit der Zeit änderte, indem flüssige Sätze erstarrten und feste flüssig würden. // Die Mythologie [i. e. die unbezweifelten Sätze] kann wieder in Fluß geraten, das Flußbett der Gedanken sich verschieben. Aber ich unterscheide zwischen der Bewegung des Wassers im  Flußbett und der Verschiebung dieses; obwohl es eine scharfe Trennung der beiden nicht gibt.“ (§ 96 und 97)
Der Glaube an einen Satz oder ein System von Sätzen hat durchaus normativen Charakter: So kann ein Mensch, sollte er etwas entdecken, was einer seiner Überzeugungen zuwiderläuft, stets die Überzeugung oder das Bezugssystem (das „Flussbett“) verändern. Jedoch zeigt sich der feste Glaube an einen Satz nicht in einer sprachlich zu äußernden Überzeugung, sondern im Handeln. Hier wird der Glaube an unbegründete Sätze deutlich.
Eine wichtige Neuerung gegenüber den klassischen skeptischen Thesen besteht darin, dass diese stets eine Lösung der unbegründeten Zweifel verlangten, während Wittgenstein anführt, dass zum Zweifeln Gründe benötigt werden. Daher ist ein radikaler allumfassender Zweifel, wie ihn etwa Descartes äußerte, nicht möglich.

## Die Rolle von Sprachspiel und Lebensform
Der Zweifel ist nur im Sprachspiel sinnvoll. Dieses darf jedoch nicht als Sprechakt verstanden werden, also sozusagen als kleinstes, essentielles Element der Sprache, sondern muss als Vergleichsobjekt für die Sprache begriffen werden. Dabei gibt es kein Element, das allen Sprachspielen zuteil ist, sondern diese sind aufgrund ihrer Familienähnlichkeiten als Sprachspiele zu erkennen.
Das Sprachspiel wiederum ist in die Lebensform eingebettet. Es darf nicht der Fehler gemacht werden, es damit zu identifizieren. Da die Lebensform sich jedoch verändert, entstehen auch neue Sprachspiele, während alte verschwinden.

## Zusammenfassung
1. Grundsätzlich haben wir keinen direkten Zugang zur Wahrheit.
2. Wir können jedoch gar keinen radikalen Zweifel durchführen, weil wir hierzu Gewissheiten benötigen und weil uns zum Zweifeln oft die Gründe fehlen. Nur wenn ein Zweifel Teil des Sprachspiels und dieses wiederum Element der Lebensform ist, ist ein Zweifel möglich.
3. Dem Skeptiker, der an allem zweifeln möchte, darf somit keine klassische Antwort gegeben werden. Es geht Wittgenstein eher um eine therapeutische Behandlung des Zweifels, indem die Grundlosigkeit und die Unnötigkeit sowie schließlich die Unmöglichkeit des Zweifels aufgezeigt werden.

### Ausgabe
- Ludwig Wittgenstein: Über Gewißheit. Suhrkamp, Frankfurt am Main 1984.

### Sekundärliteratur
- Avrum Stroll: Moore and Wittgenstein on Certainty. Oxford 1994.
- Danielle Moyal-Sharrock: Understanding on Certainty. Palgrave, 2004.
- Wulf Kellerwessel: Über den Begriff der Gewißheit in Wittgensteins „Über Gewißheit“ und seinen Implikationen. Ein Kommentar. In: W. Kellerwessel, Th. Peuker (Hrsg.): Wittgensteins Spätphilosophie. Analysen und Probleme. Königshausen & Neumann, Würzburg 1998, S. 227–255.
- Jesús Padilla Gálvez, Margit Gaffal (Hrsg.): Forms of Life and Language Games. de Gruyter, Berlin 2013, ISBN 978-3-11-032190-6. (degruyter.com)
- Jesús Padilla Gálvez, Margit Gaffal (Hrsg.): Doubtful Certainties. Language-Games, Forms of Life, Relativism. 2. Auflage. de Gruyter, Berlin 2013, ISBN 978-3-11-032192-0. (degruyter.com)